# ケネス・マーチソン

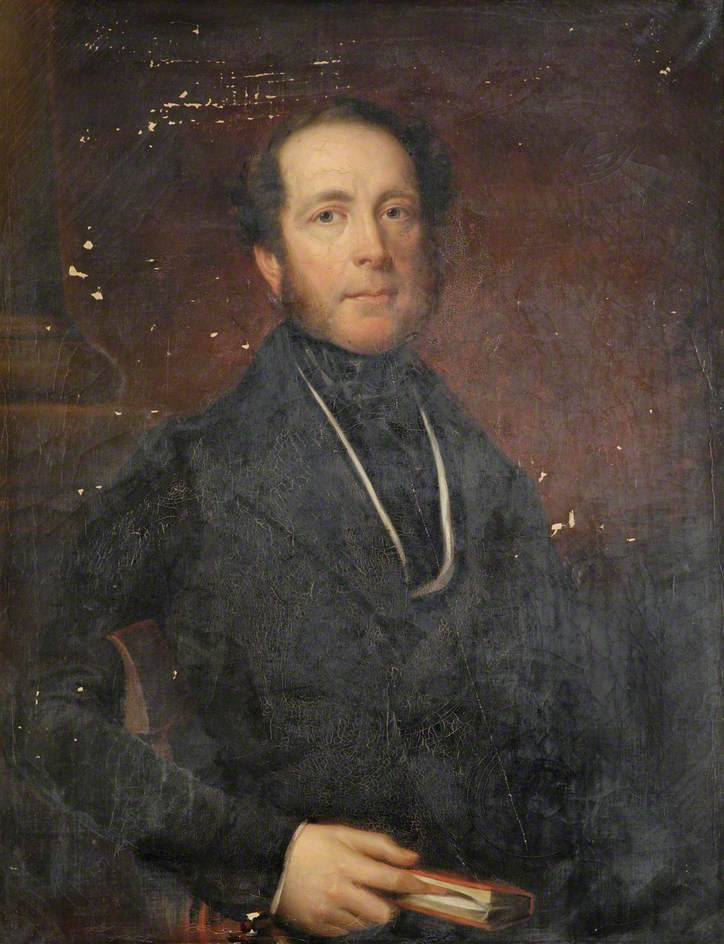
ケネス・マーチソン

ケネス・マーチソン（英語: Kenneth Murchison、1794年 – 1854年8月1日）は、イギリスの植民地総督。ペナン駐在参事官、シンガポール駐在参事官、海峡植民地総督を歴任した。

## 生涯
ケネス・マーチソン（Kenneth Murchison、1751年 – 1796年、アレグザンダー・マーチソンの息子）と妻バーバラ（Barbara、旧姓マッケンジー（Mackenzie）、1836年9月9日没、ロデリック・マッケンジーの娘）の三男として、1794年にスコットランドで生まれた。長兄ロデリックは地質学者で準男爵に叙され、次兄アレグザンダーは早世した。父ケネスはイギリス東インド会社の医師として1769年から1786年までインドに駐在して財をなした後、帰国して領地を購入、1791年に結婚した。しかし、ケネスが生まれた後は父の健康が悪化して、1796年にバースで死去した。母はロデリックとケネスとともにエディンバラに引っ越し、のちに夫の友人と再婚した。
マーチソンは父と同じくイギリス東インド会社に入社して、1827年11月29日にペナン駐在参事官およびシンガポール駐在参事官に任命された。1828年5月に裁判官のジョン・トマス・クラリッジがシンガポールに向かうことを拒否したため、一時裁判官を兼任したことがあった。
兄ロデリックが1831年から1832年までロンドン地質学会会長を務めており、マーチソンは兄の説得を受けてペナンの地質調査を依頼、兄が調査結果を地質学会の会誌で発表した。
1833年12月7日に海峡植民地総督に任命されたが、同日より休暇をとって仕事を副官のジョージ・ボナムに任せた。以降3年間ほとんどの時間をケープ植民地で過ごし、1836年11月17日に総督を退任した。
1854年8月1日に死去した。

## 家族
1816年にシャーロット・プライス（Charlotte Pryce、1816年没）と結婚、1女をもうけた。
- シャーロット - 1854年8月21日、W・コックス（W. Cox）と結婚、1男ケネスをもうけた[2]

1826年5月27日、アン・ネシャム（Anne Nesham、1846年2月21日没、ジョン・ドウスウェイト・ネシャムの娘）と再婚して、2男をもうけた。
- ケネス・ロバート[2]
- ロデリック[2]